# 影なき狙撃者 (映画)

ローレンス・ハーヴェイ(左)とフランク・シナトラ

『影なき狙撃者』（かげなきそげきしゃ、The Manchurian Candidate）は、1962年のアメリカ合衆国のサイコスリラー映画。監督はジョン・フランケンハイマー、出演はフランク・シナトラ、ローレンス・ハーヴェイ、ジャネット・リーなど。原作は、1959年に発表されたリチャード・コンドンの同名小説であり、ジョージ・アクセルロッドが映画用に脚色した。
朝鮮戦争の米軍の英雄（ハーヴェイ）が、実は東側の手で暗殺者に洗脳されており、無意識下で殺人を重ね、大統領候補まで標的にするが、それを元上官（シナトラ）が食い止めようとするという、東西冷戦を背景にした政治サスペンス映画。キューバ危機の最中に公開された。1988年のリバイバル上映時には『失われた時を求めて』に改題され、ワーナー・ホーム・ビデオからもその題名でVHSが発売された。
2004年、『クライシス・オブ・アメリカ』のタイトルでリメイクされた。

## ストーリー
朝鮮戦争中、ソ連と中国の兵士が米国の陸軍小隊を捕らえ、中国に連行した。3日後、レイモンド・ショー軍曹（ローレンス・ハーヴェイ）、ベネット・“ベン”・マルコ大尉（フランク・シナトラ）ら小隊の兵士たちは解放され、韓国側に戻る。小隊の内、2名が殺されたが、マルコの推薦により、ショーは戦闘で兵士の命を救った功績で名誉勲章を授与される。ショーは米国に戻り、母親のエレノア・イスリン（アンジェラ・ランズベリー）は息子が英雄となったことを利用して、2番目の夫であるジョン・イスリン上院議員（ジェームズ・グレゴリー）を政治的に更に押し上げようとする。ショーについて尋ねられると、同じ小隊の2人の兵士は、彼らがこれまで知っている中で最も親切で、最も勇敢で、最も温かく、最も素晴らしい人間であると一様に答える。しかし本当は、ショーは厳格で冷淡で同情心のない一匹狼であり、部下たちから嫌われていたのである。
マルコは少佐に昇進し、陸軍情報部に異動した後、繰り返し悪夢に見舞われるようになる。催眠術をかけられたショーが、画期的な洗脳術をデモンストレーションする共産主義軍指導者の会議で、自分の小隊の兵士２名を平然と殺害するという夢だ。マルコは、兵士仲間のアレン・メルビンも同じ悪夢を見ていることを知る。メルビンとマルコが別々の場で、夢で見た2人の男性共産主義指導者の同じ写真を特定すると、陸軍情報部は調査することに同意する。
ショーは監禁中、殺害命令に従い、そして殺害したことをすぐに忘れるスリーパー・エージェントとして洗脳されていた。監禁中に小隊は中国軍を支援するソ連軍のジルコフ（アルバート・ポールセン）らによる洗脳の実験台とされ、レイモンドはトランプでソリティアをするように促され、ダイヤのクィーンのカードを見ると言いなりになるように洗脳されていたのである。彼の英雄的行為というのは、洗脳中に植え付けられた偽の記憶である。共産主義者の工作員がショーにトランプでソリティアをするよう促すことにより「引き金を引き」、ダイヤのクィーンが彼を起動するという仕組みである。一方、エレノアは国防総省で共産主義者が働いているという根拠のない主張を夫のジョンにさせることで、彼の政治的地位の上昇を画策する。母親と継父に反発しているショーは腹いせに、イスリン議員を最も激しく批判してきているホルボーン・ゲインズが発行する新聞社に就職する。その後、共産主義者の工作員はショーにゲインズを殺害させ、彼の洗脳がまだ機能していることを確認する。
朝鮮の戦場でショーの小隊の案内役を装っていた韓国人の共産主義工作員のチュンジンが仕事を求めてショーのアパートにやって来る。疑うことを知らないショーは、彼を身の回りの世話や料理をさせるために雇う。マルコはショーを訪ねて来るとチュンジンが嘗ての案内役だと気づく。マルコはチュンジンに襲い掛かり、小隊の監禁中に何が起こったのか教えろと言う。マルコが暴行容疑で逮捕された後、列車の中で出会って連絡先を交換していた魅力的な若い女性、ユージェニー・“ロージー”・チェイニー（ジャネット・リー）が警察署まで来て保釈手続きをしてくれる。
ショーは、イスリン夫妻の最大の政敵であるリベラル派の上院議員トーマス・ジョーダン（ジョン・マクギバー）の娘であるジョセリン・ジョーダン（レスリー・パリッシュ）とのロマンスを再燃させる。レイモンドは出征前、ジョスリンと恋に落ちたのだが、イスリン夫人に仲を引き裂かれていたのである。エレノアはイスリンを副大統領候補にするためにジョーダン上院議員の支持を取り付けたいと考えている。ジョーダン氏はエレノアの説得をはね付け、イスリン議員の副大統領候補指名に反対すると言う。イスリン夫妻が主催する仮装パーティーにジョセリンがダイヤのクィーンの衣装を着て来たことによりショーを誤って「起動」してしまった後、2人は駆け落ちする。ジョーダン上院議員の支持拒否に激怒したエレノア（ショーを操る仕組みを知っている）は、ジョーダン上院議員を自宅で殺害するようショーを送り込む。ショーはジョーダン議員殺害後、現場に来てしまったジョセリンをも殺してしまう。殺害の記憶が無いショーは、2人が死んだことを知り悲しみに打ちひしがれる。
レイモンドや戦友の行動を不審に感じたマルコは、ユージェニー・ローズの助けも借りて、レイモンドが洗脳されていることを突き止める。ショーの「起動」におけるダイヤのクィーンの役割を知ったマルコは、ショーの次の「仕事」を知るべく、ダイヤのクィーンだけから成る52枚のトランプを使ってショーの洗脳を解く。マルコから真実を告げられ、洗脳が解けたレイモンドは自分の母親から殺人を命令されていたことを知る。副大統領候補であるイスリンが自動的に大統領候補に繰り上がるように、エレノアはショーに全国党大会中に自党の大統領候補を暗殺するよう命じていたのだ。そして、大統領候補暗殺で議場が大荒れとなれば、大統領候補に昇格したイスリンは独裁へ向けて緊急大権を求め易くなるのだ。レイモンドの洗脳が解けたことを知らないイスリン夫人は、レイモンドにダイヤのクイーンを見せて。彼を「起動」した積りになる。そしてエレノアはショーに、自分は洗脳された暗殺者を仕立てることを求めたのだが、自分の息子がそれになるとは夢にも思わなかったと言う。彼女は、一たび権力を握ったら、息子を選んだ共産勢力の首脳に復讐することを誓う。
ショーは神父に変装してマディソン・スクエア・ガーデンに入り、上の方にある無人のスポットライト・ブースで狙撃の準備をする。マルコと上司のミルト大佐はショーを止めるために会場へと急ぐ。最後の瞬間、ショーは大統領候補から照準を外し、代わりに横にいるイスリン上院議員とエレノアを射殺する。マルコがブースに押し入ると、名誉勲章を身に着けたショーは、母親と継父を止められたのは自分だけだったと言い、自分に向けて引き金を引く。その夜遅く、マルコはロージーと一緒にショーの死を悼む。

## キャスト
※括弧内は日本語吹替（初回放送1969年5月25日『日曜洋画劇場』）
- ベネット・マーコ: フランク・シナトラ（家弓家正）
- レイモンド・ショー: ローレンス・ハーヴェイ（広川太一郎）
- アイスリン夫人: アンジェラ・ランズベリー（関弘子）
- ユジェニー・ローズ: ジャネット・リー（小原乃梨子）
- アイスリン上院議員: ジェームズ・グレゴリー（早野寿郎）
- チャンジン: ヘンリー・シルヴァ（伊藤克）
- ジョスリン・ジョーダン: レスリー・パリッシュ（英語版）（鈴木弘子）
- ジョーダン上院議員: ジョン・マッギーヴァー（英語版）
- ジルコフ: アルバート・ポールセン

## 作品の評価
公開当時はジャーナリストのエドワード・ハンターらによって朝鮮戦争での中国共産党の洗脳は米国内で広く認知されていたが、左派を攻撃していた保守派が実は共産党のスパイであるという荒唐無稽な設定から酷評された。しかし、翌年にはケネディ大統領暗殺事件が起き、時代を先取りしたとも言われた。
1994年にアメリカ国立フィルム登録簿に登録された。
Rotten Tomatoesによれば、批評家の一致した見解は「風刺と政治スリラーが融合した古典的な作品で、当時は不快なほど先見性があった『影なき狙撃者』は、今日でも悲惨なほど現実の問題に直結するものであり続けている。」であり、60件の評論のうち高評価は97%にあたる58件で、平均点は10点満点中8.70点となっている。Metacriticによれば、20件の評論のうち、高評価は19件、賛否混在は1件、低評価はなく、平均点は100点満点中94点となっている。